# Караколь (Беліз)
Караколь — руїни міста цивілізації мая класичного періоду. Розташоване в окрузі Кайо (Беліз). Назва з іспанської мови перекладається як «Равлик». Є найбільшим археологічним пам'ятником на території Белізу.

## Історія
Перші поселення на місці Каракол виникли ще в докласичний період — близько 1200 року до н. е. У класичний період Каракуль (або Хуш-Віца, як називали його в давнину самі мая, що перекладається як «Три пагорби посеред води») був столицею великого і впливового царства К'анту. Його розквіт припадає приблизно на 550—650 роки, здобувши відчутні перемоги над усіма сусідами в союзі з Канульським царством. Того часу населення Хушвіци зросла з 19 до 120 тисяч осіб (разом з населенням прилеглих сільських поселень — 180 тис.), що в 2 рази перевищує максимальну чисельність населення в Яшмутулі (Тікалі) і Чіікнааб'е (Калакмулі). Навіть в 7-8 км від центру міста щільність населення сягала 2 500 осіб на км², чому немає аналогів у світі мая.
З метою підвищення ефективності землеробства в Хуш-Віци була створена велика мережа пов'язаних з житлами містян терас, а також сотні штучних водойм. Результатом цих зусиль Хуш-Віца перетворилася на справжній «місто-сад».
Період піднесення К'анту перервався настанням в Караколі «Прогалини», що тривала понад 100 років, причини якого досі не до кінця зрозумілі. Лише наприкінці VIII століття ахавам (царям) К'анту якоюсь мірою вдалося відновити свій вплив і навіть отримати зиск з розпочатого занепаду інших великих царств мая, зокрема Мутульського і Саальського. У 810-х роках вступила в союз з царством К'анвіцналь (Уканаль), де тоді володарював Папамаліль (ймовірно з центральної Мексики).
Втім криза, що охопила низовини мая, не обійшла стороною і К'анту. До середини IX століття це царство розпалося, а життя в його столиці повільно згасло, хоча розрізнені поселення зберігалися на місці Караколя після 900 року, але останні ознаки людського існування тут завершилися 1050 роком.

## Опис
Розташоване в тропічних джунглях на заході Белізу, на відстані 15 км від річки Макалу і 40 км від міста Сан-Ігнасіо-Кайо. Загальна площа становить 177 км² (разом із прилеглими поселеннями 200 км2).
Монументальне будівництво тут почалося в I столітті, отже, вже в ті ранні часи в Караколі існувала еліта, здатна мобілізувати робочу силу і ресурси. Це так звана «Е-група» (архітектурний комплекс, що складається з великої піраміди на західній стороні площі або платформи і піднесеної довгої споруди), що була створено близько 70 року. Входить до складу площі групи «А» — найбільш ранніх будов Караколя (ранній класичний період). «Будівлі А1-А7» оточують площу. До неї також входить майданчик для гри у м'яч (Будівлі A11-A12).
У II столітті почалося будівництво найзначнішої споруди в місті, яке називають Каан, що в перекладі значить «Небесне місце» (або площа групи «В»). Це масивна платформа, на вершині якої зводилися храми, палаци та інші будівлі. Рання версія Каани мала заввишки не менше 38 м. З часом була «зачинена» будівлями, добудованими пізніше. Найбільш значні будівлі належать до періоду від 577 до 696 року. Складається з 3 масивних платформ. Загалом нараховано 71 кімнату. Інтерес представляє піраміда В-19, де виявлено гробницю з поховання знатної жінки (дружини ахава-царя). На території Каани розкопано стадіон (Будівлі B8-B9). Його зведено наприкінці VIII ст. На початку IX ст. були проведені будівельні роботи з встановлення меж комплексу Каана. «Храм В-18», який височів над західною пірамідою, було перебудовано, на його фасаді розмістили низку ієрогліфічних медальйонів зі штука. Сьогодні від них збереглися лише фрагменти, у яких явно згадується ім'я Папамаліль.
На схід від Каани виявлено так званий «Північний акрополь», що складається з будівель B30-B34 на вершині великого узвишшя. Його було створено у пізньокласичний період. На узвишші на схід від Каани розмістився палацовий комплекс (Будівлі B21-B26), що поєднував Каану з Північним акрополем. Тут було виявлено значні рештки стародавньої кераміки. У протилежному боці позташовано південний акрополь (Будівлі D4, D5, D7, D9, D11-D12, D14, D16-D18), де в класичний період мешкала знать, а в пізньокласичний час перетворилося на місце для ритуальних дійств.
На східній стороні греблі (південніше Південного акрополя) знаходяться руїни осель, переважно простолюдинів, ремісників та торговців. Інтерес представляє гробниця (Будівля C20), де знайдені численні поховальні речі, зокрема кераміка. Житловий комплекс дрібної знаті (Будівлі F30-F42) розташовувався на захід від північно-західної групи (Будівлі F1-F4).
Загалом знайдено 20 стел та 21 вівтар, що охоплюють період з 400 до 859 року. Більшість з них мають династичний або військовий характер. Для відновлення історії Караколя, скульптури мая, традицій їхніх правителів інтерес представляють стели 6 (зі 144 ієрогліфів), 5 (на честь к'атуна — 613 року), 10 (остання відома стела 859 року на честь 10-річчя), 16, 18 (на честь завершення к'атуна, представлена велика і незвичайна скелетоподібна змія або стонога. Навколо її тіла вибито текст), 20, 21 (на честь 10-річчя), вівтарі 10, 12, 13, 16 (на честь бактуна — 40-річчя), 21 (текст складається з 128 ієрогліфічних блоків, що є найдовшим напис з тих, які на тепер виявляли в Белізі), 23 (на честь 10-річчя).

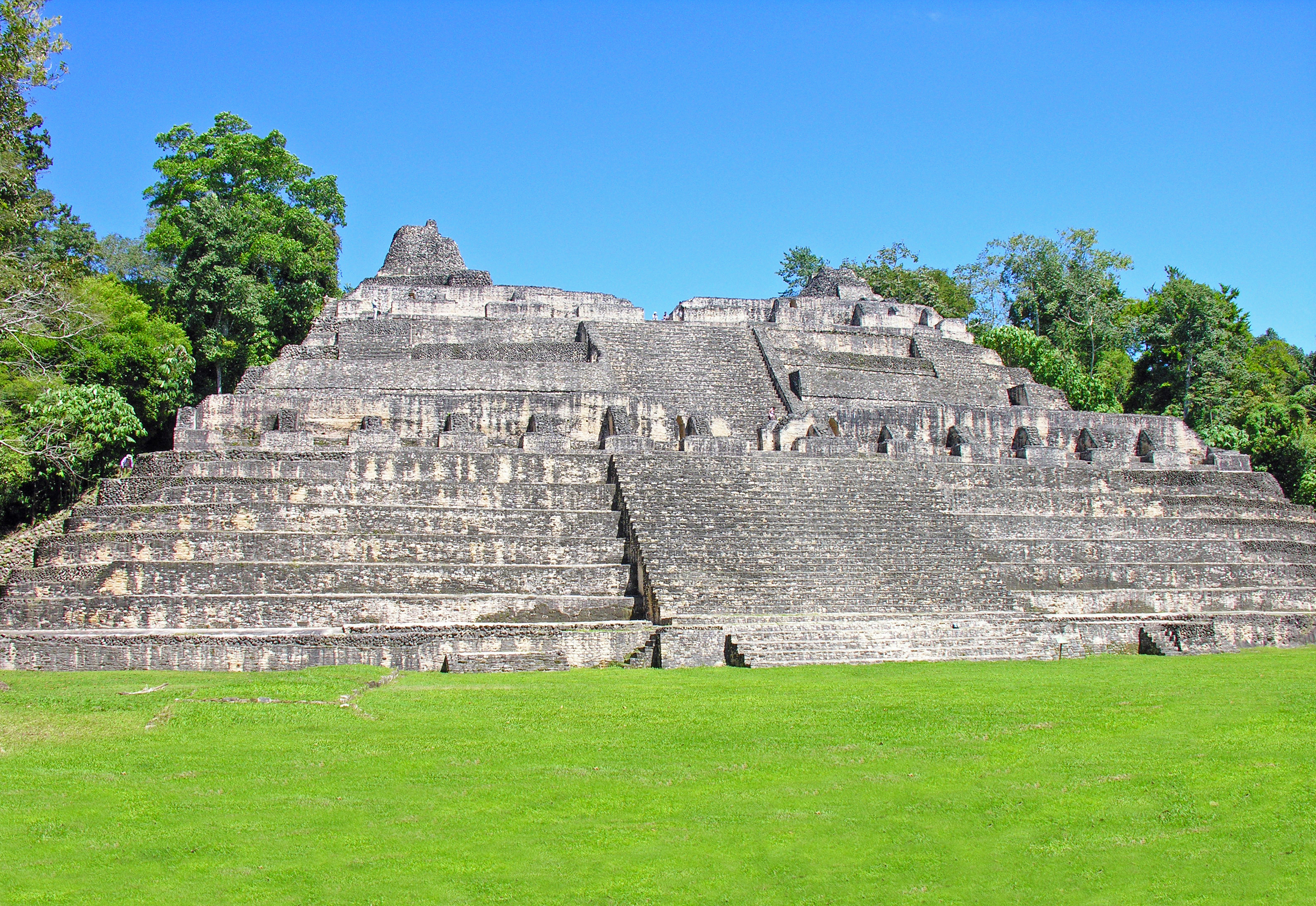
Каана
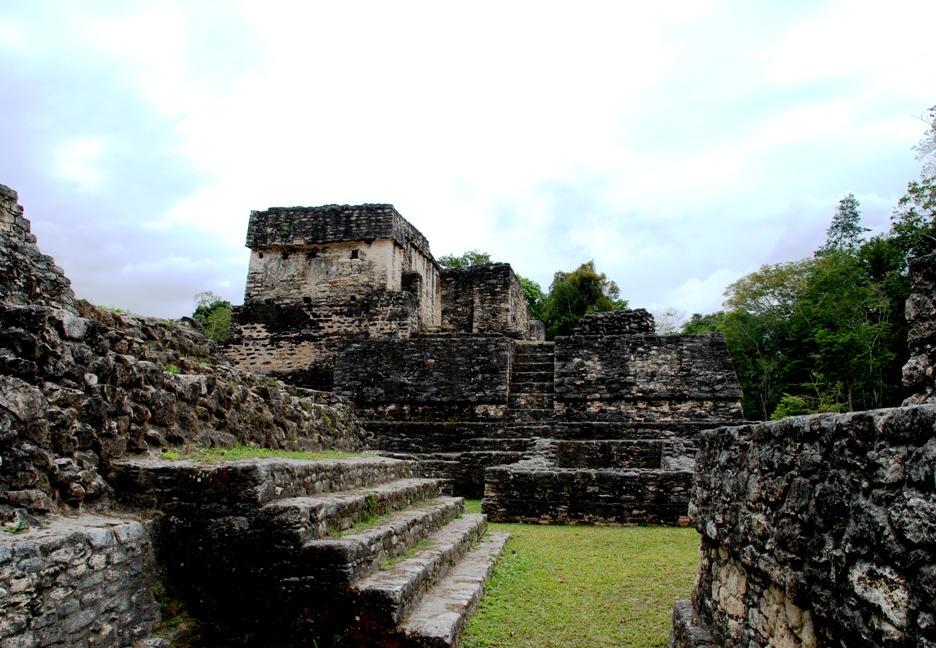
Храм
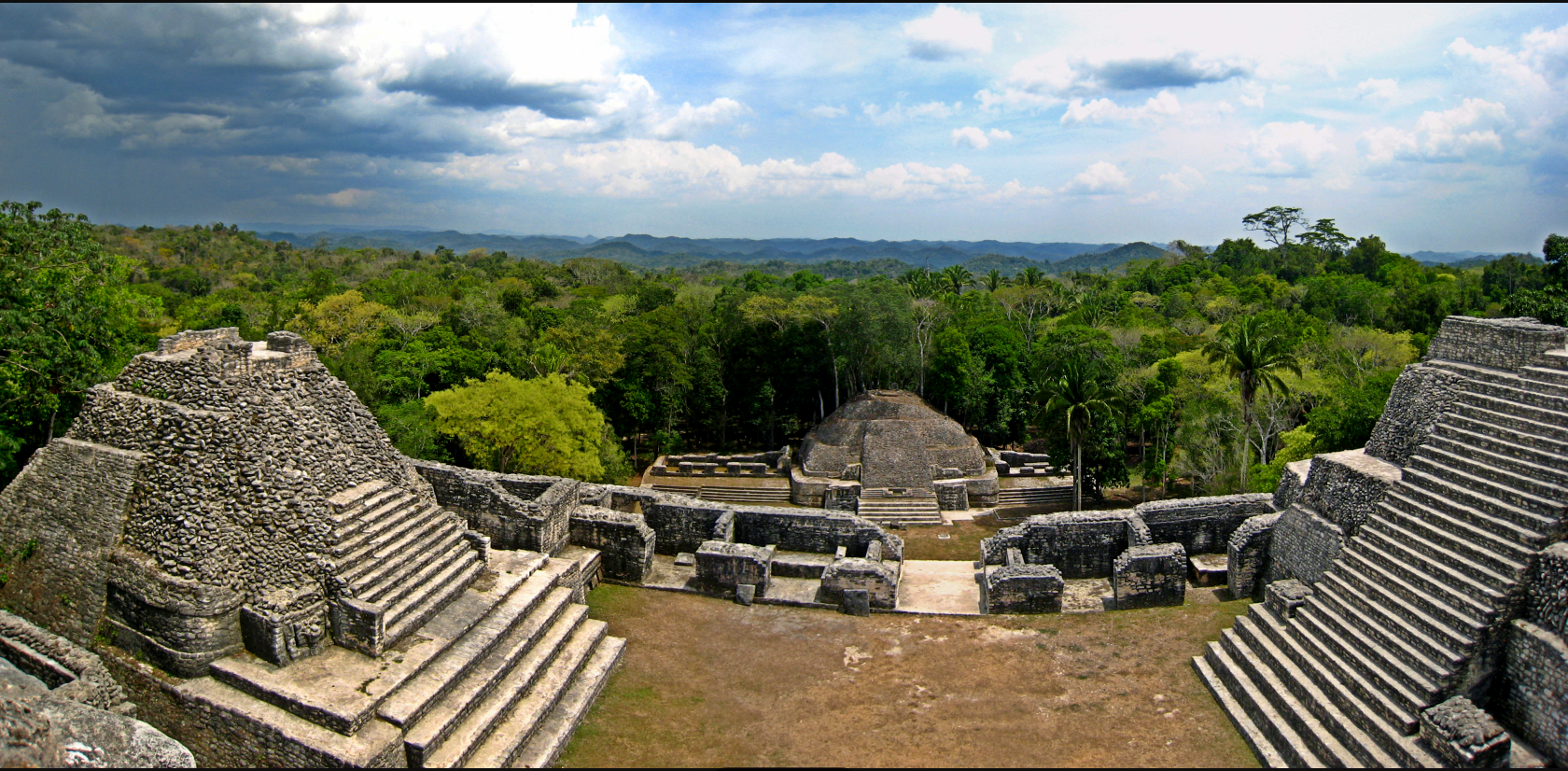
Панорама Караколя
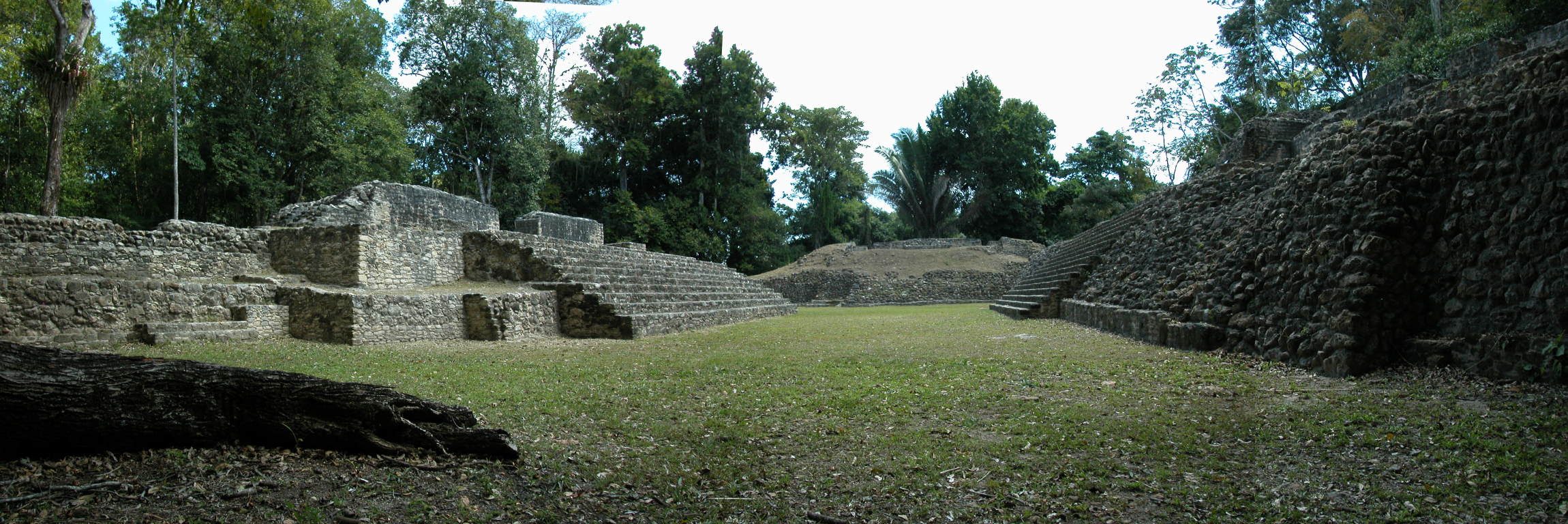
Житловий комплекс
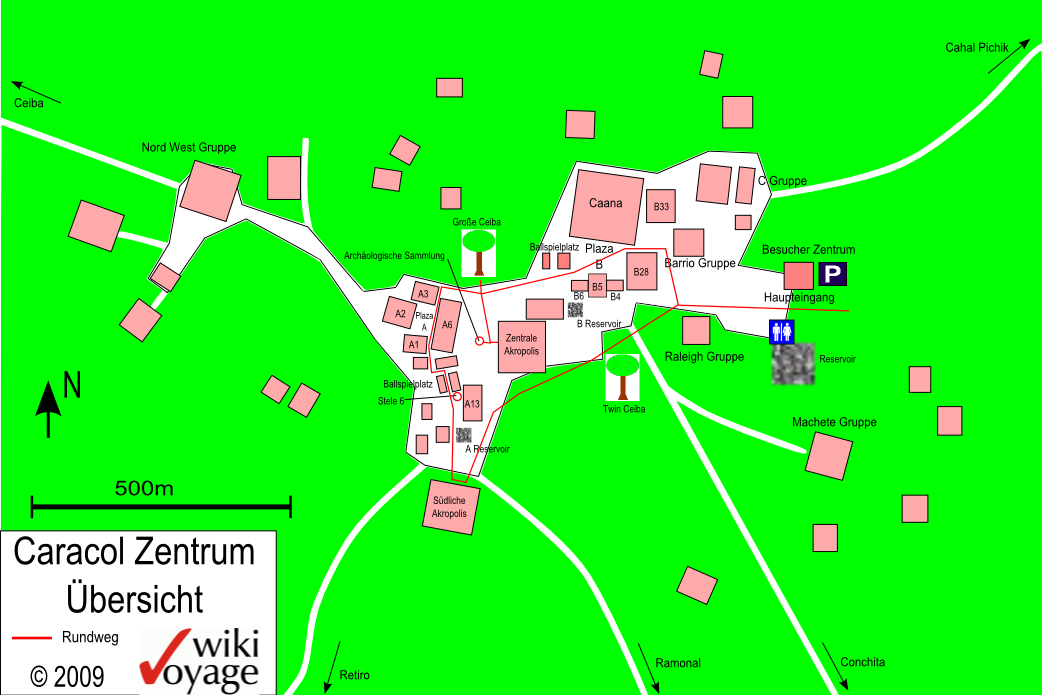
Мапа Караколя
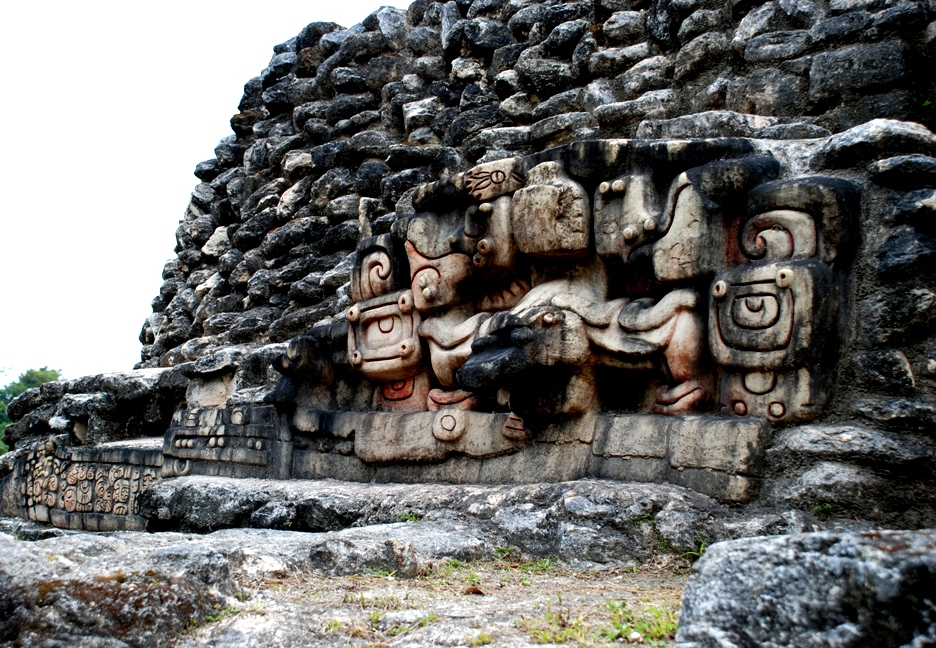
Рештки стіни зі стукком
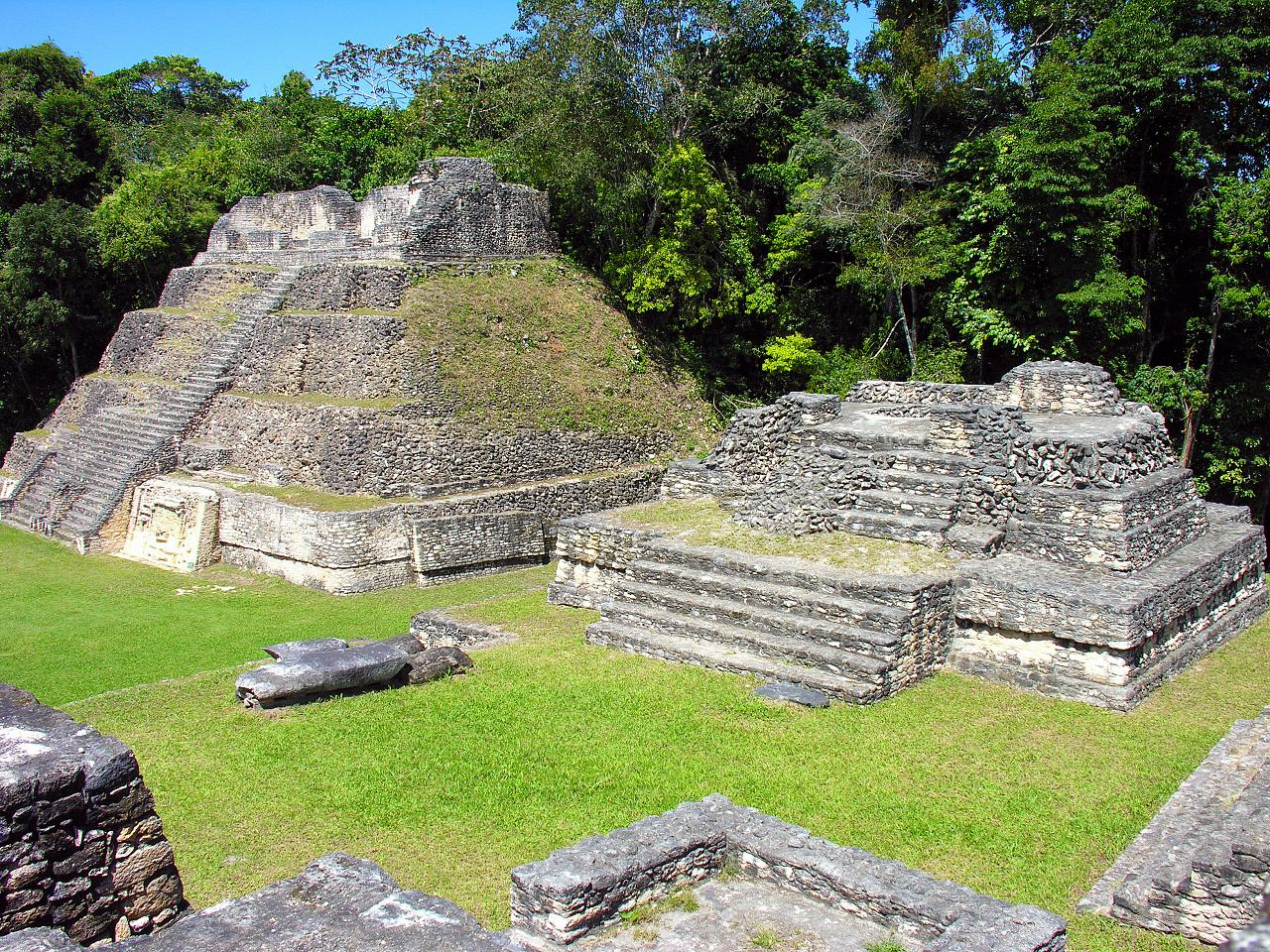

## Історія досліджень
Було відкрито заготівельниками лісу в 1937 році. У 1938 році пам'ятку відвідав чиновник археологічного управління А. Андерсон. Саме він дав теперішню назву цьому місту.
Більшість різьблених стел і вівтарів (40 штук) з Караколю були сфотографовані та промальовані співробітником Пенсільванського університету Лінтоном Саттервейтом під час досліджень у 1950—1953 роках. Цей дослідник склав також першу карту городища, на якій зазначив 78 споруд. У 1956 і 1958 роках нові дослідження проводив Андерсон.
У 1980 році Пол Хілі з університету Тренту дослідив центральну частину археологічної пам'ятки, вивівши декілька археологічних груп. З 1985 року масштабні роботи з дослідження поселення і його околиць здійснювалися в рамках археологічного проєкту, очолюваного Арленом і Дайаной Чейз з університету Центральної Флориди (Орландо). У 1994—1996 роках вони дослідили північно-західну частину городища, а у 2006 році провели огляд з повітря, результати чого опубліковано у 2010 році. У 2000 році в центрі Караколя проводили роботи белізькі археологи під керівництвом Хайме Аве, що досліджували тераси.